# Гълъбинци
Гълъбинци е село в Югоизточна България. То се намира в община Тунджа, област Ямбол.

## География
Селото е разположено в полите на Светиилийските възвишения на около три километра североизточно от извора на малката рекичка Калница (Азмака), десен приток на река Тунджа. Намира се на 25 км югозападно от гр. Ямбол. Сегашното си име то получава през 1934 г., когато са преименувани селищата, носещи турски имена. Името не е преводно, а е символ на свободолюбивия дух на българина. През 1939 г. селото наброява 2180 жители с 413 жилищни сгради, и обществени сгради — кметство, църква „Св. Арх. Михаил“ и основно училище „Христо Ботев“, строено през 1925–1926 години от майстор Перо от гр. Трън за 3 милиона лева. Гълъбинци е на шосеен кръстопът Сливен — Тополовград и Ямбол — Нова Загора. На 9 km северно се намира гара Кермен — (жп. линия Стара Загора – Ямбол).

## История
Историята на селото датира от поне 500 години. Старото му име е Мусукоджали (тур. Musa-Koçalı).

## Религии
Почти 100% православни християни с изключение на 2-3 семейства.
Църквата на селото „Св. Архангел Михаил“ е построена през 1906 г. от известния по това време майстор Георги Перев от колиби Ошенти, Бахренска община, Дряновска околия, за 9500 сребърни лева и с активната помощ на православните християни от селото. По това време не е имало хора от други изповедания.

## Обществени институции
Кметство, БТК, ДСК, Български пощи.